# Calendulauda poecilosterna
Calendulauda poecilosterna é uma espécie de ave da família Alaudidae.
Pode ser encontrada nos seguintes países: Etiópia, Quénia, Somália, Sudão, Tanzânia e Uganda.
Os seus habitats naturais são: savanas áridas.